# Schloss Dörflas
Schloss Dörflas ist ein ehemaliges Schloss im Stadtteil Dörflas von Marktredwitz im Landkreis Wunsiedel, das gegenwärtig als Gastronomiebetrieb genutzt wird.

## Geschichte
Das Schloss war von 1569 bis 1634 Sitz der Familie von Sparneck, bis diese wegen des Dreißigjährigen Krieges nach Wunsiedel übersiedelte. Hieronymus Ludwig von Sparneck und Weißdorf lebte hier von 1609 bis kurz vor seinem Tod 1634. Hier gebar seine Ehefrau Helene, geborene von Eckersberg, am 21. Dezember 1621 die Tochter Anna Kunigunda, die aber schon in jungen Jahren im Juli 1635 in Wunsiedel starb und wie ihr Vater in der Pfarrkirche St. Veit begraben wurde.
Das Gebäude verblieb bis 1744 im Besitz der Familie von Sparneck. Als Senioratslehen blieb es ebenso wie Schloss Bernstein noch lange nach dem Aussterben der Sparnecker in ihrem Stammgebiet um Sparneck in Familienbesitz, da es auf Familienangehörige der sogenannten böhmischen Linie und Angehörige in der heutigen Oberpfalz überging. Diese Zusammenhänge wurden von der Heimatforscherin Elisabeth Jäger untersucht. 
Das Schloss Dörflas wurde als Lehen an die Familie Hagen vergeben. Ab 1655 diente es als Gasthaus mit Mälzerei und Brauerei. Bis zur Mitte des 18. Jahrhunderts entwickelte sich daraus die größte Brauerei der Gegend. Georg Christoph Hagen konnte 1773 die Hälfte des Ritterguts Lorenzreuth erwerben und begann mit dem Bau des dortigen neuen Schlosses.
Sein Schwiegersohn und Nachfolger Michael Hermann Theobald Sperl baute zwischen 1780 und 1783 das Gebäude erheblich um. Die Wirtschaft wurde an die Familie Lang verpachtet. 1808 kaufte Johann Christoph Sperl das Gasthaus mit Malz- und Brauhaus von seinem Vater. Das Anwesen hieß zu dieser Zeit Gasthof zur bayerischen Krone. Johann Christoph Sperl starb 1825 kinderlos und seine Witwe heiratete 1826 Johann Adam Reichel. Bei ihm trat erstmals die Bezeichnung Goldener Löwe auf.
1841 erfolgte der Verkauf an Adam Haberstroh. Bei einem Brand im Jahre 1843 wurden das Dach und andere Gebäudeteile beschädigt.
1870 erwarb Johann Schübel das Anwesen. Sein Sohn Wilhelm erweiterte 1902 den Festsaal. 1924 übernahm Wilhelms Schwiegersohn Heinrich Dick, der spätere Bürgermeister von Dörflas, den Gasthof mit Brauerei. 1948 wurde der Braubetrieb eingestellt. 
1980 erwarb der damalige Besitzer der Kaiserhofbrauerei in Marktredwitz,  Hannsjörg Maximilian (genannt Jokl) Märklstetter, das Wirtshaus mit Saalanbau und begann mit der Renovierung. Dabei kam auch die Renaissance-Holzdecke in der Wirtsstube wieder zum Vorschein. 1988 konnte der Festsaal im ersten Stock wieder eröffnet werden. 1995 wurden zwei alte Bierlagerkeller als Gasträume hergerichtet.
Von 2019 bis 2021 wurde das Gebäude grundlegend saniert.

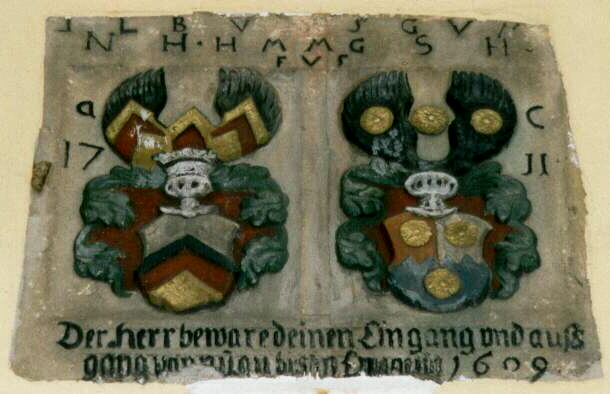
Doppelwappen über der Eingangstür

## Heutige Nutzung
Bis heute wird das Gebäude als Gaststätte genutzt. Es befindet sich an der Südseite des Zipprothplatzes. Es beherbergt eine Sammlung von Brauereigegenständen und Büttnerwerkzeugen sowie im Festsaal eine Jagdtrophäen-Sammlung.

## Baubeschreibung
Die heutige Fassade ist das Ergebnis von Umbauten der Jahre 1780/1783 (Türstock, Treppenstein). Das Dach wurde nach dem Brand von 1843 wieder aufgebaut. 1902 wurde der Saal erweitert und der erkerartige Dachaufbau geschaffen.
Über der Eingangstür befindet sich die Wappentafel von 1609. Sie enthält die Wappen der Sparnecker und von Truppach bzw. Mengersdorf als Doppelwappen. Das Sparnecker Wappen ist falsch tingiert, korrekterweise sind die Sparren in Silber und Rot.
Aus der Renaissancezeit haben sich Holzdecken und Gewölbe erhalten.  Aus der Barockzeit stammen die Treppe zum ersten Stock und einige Gewölbe im Erdgeschoss.

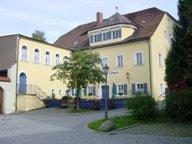
Schloss Dörflas